# 福尔戈萨 (马亚)
福尔戈萨是葡萄牙波尔图区的一个堂区。总面积10.3平方公里，总人口3603人，人口密度349.8人/平方公里。